# 휴가 (2021년 영화)
《휴가》는 2021년에 개봉한 대한민국의 영화이다.

## 캐스팅
- 이봉하 : 재복 역
- 김아석 : 준영 역
- 신운섭 : 우진 역
- 김정연 : 현희 역
- 이승주 : 현빈 역
- 서광택 : 영석 역
- 황정용 : 만용 역
- 이승원 : 상필 역
- 박재형 : 민제 역
- 복운석 : 인력소개소 직원 역